# Mistrovství světa v basketbalu žen 2014
17. Mistrovství světa v basketbalu žen 2014 proběhlo od 27. září do 5. října v Turecku. Závěrečného turnaje se zúčastnilo 16 reprezentačních týmů, rozdělených do čtyř čtyřčlenných skupin. Vítězové skupin postoupily přímo do čtvrtfinále, tymy na druhém a třetím místě hrály předkolo play off. Titul obhájila reprezentace Spojených států.

## Kvalifikace
| Pořadatel - Turecko LOH 2012 - USA | Mistrovství Evropy 2013 - Bělorusko - Česko - Francie - Srbsko - Španělsko | Mistrovství Afriky 2013 - Angola - Mosambik Mistrovství Asie 2013 - Čína - Japonsko - Jižní Korea | Mistrovství Ameriky 2013 - Brazílie - Kanada - Kuba Mistrovství Oceánie 2013 - Austrálie |

## Pořadatelská města
| Istanbul           | Istanbul                | Ankara           |
| Ülker Sports Arena | Abdi İpekçi Spor Salonu | Ankara Arena     |
|                    |                         |                  |
| Kapacita: 13 000   | Kapacita: 11 000        | Kapacita: 10 400 |
| Výstavba:2012      | Výstavba:1986           | Výstavba:2010    |

## Základní skupiny

### Skupina A
|    |           | ESP   | CZE   | BRA   | JPN   | V | P | Skóre   | B |
| 1. | Španělsko | ***   | 67:43 | 83:56 | 74:50 | 3 | 0 | 224:149 | 6 |
| 2. | Česko     | 43:67 | ***   | 68:55 | 71:57 | 2 | 1 | 182:179 | 5 |
| 3. | Brazílie  | 56:83 | 55:68 | ***   | 79:56 | 1 | 2 | 190:207 | 4 |
| 4. | Japonsko  | 50:74 | 57:71 | 56:79 | ***   | 0 | 3 | 163:224 | 3 |

| 27. září 2014 16:15 | Report | Japonsko                                      | 50 – 74 | Španělsko |  | Ankara Arena, Ankara Počet diváků: 800 Rozhodčí: Jakub Zamojski (POL), Toni Caldwell (AUS), Jasmina Jurášová (SRB) |
| 27. září 2014 16:15 | Report | Skóre po čtvrtinách: 13:21, 15:21, 4:24, 18:8 |         |           |  | Ankara Arena, Ankara Počet diváků: 800 Rozhodčí: Jakub Zamojski (POL), Toni Caldwell (AUS), Jasmina Jurášová (SRB) |
| 27. září 2014 16:15 | Report | Tokašiki 19                                   | Body    | Lyttle 19 |  | Ankara Arena, Ankara Počet diváků: 800 Rozhodčí: Jakub Zamojski (POL), Toni Caldwell (AUS), Jasmina Jurášová (SRB) |
| 27. září 2014 16:15 | Report | Tokašiki, O 7                                 | Dosk.   | Lyttle 12 |  | Ankara Arena, Ankara Počet diváků: 800 Rozhodčí: Jakub Zamojski (POL), Toni Caldwell (AUS), Jasmina Jurášová (SRB) |
| 27. září 2014 16:15 | Report | Kudeken, Kurihara 4                           | Asist.  | Xargay 6  |  | Ankara Arena, Ankara Počet diváků: 800 Rozhodčí: Jakub Zamojski (POL), Toni Caldwell (AUS), Jasmina Jurášová (SRB) |

| 27. září 2014 21:15 | Report | Brazílie                                       | 55 – 68 | Česko       |  | Ankara Arena, Ankara Počet diváků: 3 200 Rozhodčí: Roberto Chiari (ITA), Kim Bo-hui (KOR), Roberto Oliveros (VEN) |
| 27. září 2014 21:15 | Report | Skóre po čtvrtinách: 7:17, 13:10, 16:23, 19:18 |         |             |  | Ankara Arena, Ankara Počet diváků: 3 200 Rozhodčí: Roberto Chiari (ITA), Kim Bo-hui (KOR), Roberto Oliveros (VEN) |
| 27. září 2014 21:15 | Report | dos Santos 10                                  | Body    | Hanušová 15 |  | Ankara Arena, Ankara Počet diváků: 3 200 Rozhodčí: Roberto Chiari (ITA), Kim Bo-hui (KOR), Roberto Oliveros (VEN) |
| 27. září 2014 21:15 | Report | dos Santos, de Souza 10                        | Dosk.   | Veselá 11   |  | Ankara Arena, Ankara Počet diváků: 3 200 Rozhodčí: Roberto Chiari (ITA), Kim Bo-hui (KOR), Roberto Oliveros (VEN) |
| 27. září 2014 21:15 | Report | Paixão 3                                       | Asist.  | Bartoňová 8 |  | Ankara Arena, Ankara Počet diváků: 3 200 Rozhodčí: Roberto Chiari (ITA), Kim Bo-hui (KOR), Roberto Oliveros (VEN) |

| 28. září 2014 16:15 | Report | Česko                                          | 71 – 57 | Japonsko    |  | Ankara Arena, Ankara Počet diváků: 900 Rozhodčí: Fernando Sampietro (ARG), Babcar Guèye (SEN), Anne Pantherová (GER) |
| 28. září 2014 16:15 | Report | Skóre po čtvrtinách: 18:16, 15:22, 20:13, 18:6 |         |             |  | Ankara Arena, Ankara Počet diváků: 900 Rozhodčí: Fernando Sampietro (ARG), Babcar Guèye (SEN), Anne Pantherová (GER) |
| 28. září 2014 16:15 | Report | Kulichová 19                                   | Body    | Miyamoto 16 |  | Ankara Arena, Ankara Počet diváků: 900 Rozhodčí: Fernando Sampietro (ARG), Babcar Guèye (SEN), Anne Pantherová (GER) |
| 28. září 2014 16:15 | Report | Kulichová 9                                    | Dosk.   | Takada 7    |  | Ankara Arena, Ankara Počet diváků: 900 Rozhodčí: Fernando Sampietro (ARG), Babcar Guèye (SEN), Anne Pantherová (GER) |
| 28. září 2014 16:15 | Report | Veselá, Bartoňová 4                            | Asist.  | Mamiya 4    |  | Ankara Arena, Ankara Počet diváků: 900 Rozhodčí: Fernando Sampietro (ARG), Babcar Guèye (SEN), Anne Pantherová (GER) |

| 28. září 2014 21:15 | Report | Španělsko                                       | 83 – 56 | Brazílie        |  | Ankara Arena, Ankara Počet diváků: 1 500 Rozhodčí: Amy Bonnerová (USA), Tomas Jasevičius (LTU), Wang Zebo (CHN) |
| 28. září 2014 21:15 | Report | Skóre po čtvrtinách: 12:13, 29:13, 20:14, 22:16 |         |                 |  | Ankara Arena, Ankara Počet diváků: 1 500 Rozhodčí: Amy Bonnerová (USA), Tomas Jasevičius (LTU), Wang Zebo (CHN) |
| 28. září 2014 21:15 | Report | Torrensová, Lyttle 15                           | Body    | de Souza 12     |  | Ankara Arena, Ankara Počet diváků: 1 500 Rozhodčí: Amy Bonnerová (USA), Tomas Jasevičius (LTU), Wang Zebo (CHN) |
| 28. září 2014 21:15 | Report | Lyttle 13                                       | Dosk.   | de Souza 7      |  | Ankara Arena, Ankara Počet diváků: 1 500 Rozhodčí: Amy Bonnerová (USA), Tomas Jasevičius (LTU), Wang Zebo (CHN) |
| 28. září 2014 21:15 | Report | Lyttle 5                                        | Asist.  | Pinto, Paixão 4 |  | Ankara Arena, Ankara Počet diváků: 1 500 Rozhodčí: Amy Bonnerová (USA), Tomas Jasevičius (LTU), Wang Zebo (CHN) |

| 30. září 2014 14:00 | Report | Brazílie                                        | 79 – 56 | Japonsko  |  | Ankara Arena, Ankara Počet diváků: 500 Rozhodčí: Jakub Zamojski (POL), Toni Caldwell (AUS), Roberto Oliveros (VEN) |
| 30. září 2014 14:00 | Report | Skóre po čtvrtinách: 22:11, 19:20, 19:14, 19:11 |         |           |  | Ankara Arena, Ankara Počet diváků: 500 Rozhodčí: Jakub Zamojski (POL), Toni Caldwell (AUS), Roberto Oliveros (VEN) |
| 30. září 2014 14:00 | Report | Teixeira 27                                     | Body    | Mamiya 13 |  | Ankara Arena, Ankara Počet diváků: 500 Rozhodčí: Jakub Zamojski (POL), Toni Caldwell (AUS), Roberto Oliveros (VEN) |
| 30. září 2014 14:00 | Report | de Souza 11                                     | Dosk.   | Takada 9  |  | Ankara Arena, Ankara Počet diváků: 500 Rozhodčí: Jakub Zamojski (POL), Toni Caldwell (AUS), Roberto Oliveros (VEN) |
| 30. září 2014 14:00 | Report | Pinto 6                                         | Asist.  | Kudeken 4 |  | Ankara Arena, Ankara Počet diváků: 500 Rozhodčí: Jakub Zamojski (POL), Toni Caldwell (AUS), Roberto Oliveros (VEN) |

| 30. září 2014 16:15 | Report | Španělsko                                     | 67 – 43 | Česko       |  | Ankara Arena, Ankara Počet diváků: 600 Rozhodčí: Roberto Chiari (ITA), Jasmina Jurášová (SRB), Wang Zebo (CHN) |
| 30. září 2014 16:15 | Report | Skóre po čtvrtinách: 14:9, 20:12, 14:13, 19:9 |         |             |  | Ankara Arena, Ankara Počet diváků: 600 Rozhodčí: Roberto Chiari (ITA), Jasmina Jurášová (SRB), Wang Zebo (CHN) |
| 30. září 2014 16:15 | Report | Lyttle 17                                     | Body    | Bartoňová 8 |  | Ankara Arena, Ankara Počet diváků: 600 Rozhodčí: Roberto Chiari (ITA), Jasmina Jurášová (SRB), Wang Zebo (CHN) |
| 30. září 2014 16:15 | Report | Lyttle 14                                     | Dosk.   | Kulichová 9 |  | Ankara Arena, Ankara Počet diváků: 600 Rozhodčí: Roberto Chiari (ITA), Jasmina Jurášová (SRB), Wang Zebo (CHN) |
| 30. září 2014 16:15 | Report | Torrensová, Palauová 4                        | Asist.  | Bartoňová 4 |  | Ankara Arena, Ankara Počet diváků: 600 Rozhodčí: Roberto Chiari (ITA), Jasmina Jurášová (SRB), Wang Zebo (CHN) |

### Skupina B
|    |          | TUR   | FRA   | CAN   | MOZ   | V | P | Skóre   | B |
| 1. | Turecko  | ***   | 50:48 | 55:44 | 64:54 | 3 | 0 | 169:146 | 6 |
| 2. | Francie  | 48:50 | ***   | 63:59 | 89:45 | 2 | 1 | 200:154 | 5 |
| 3. | Kanada   | 44:55 | 59:63 | ***   | 69:54 | 1 | 2 | 172:172 | 4 |
| 4. | Mosambik | 54:64 | 45:89 | 54:69 | ***   | 0 | 3 | 153:222 | 3 |

| 27. září 2014 14:00 | Report | Mosambik                                        | 54 – 69 | Kanada          |  | Ankara Arena, Ankara Počet diváků: 700 Rozhodčí: Anne Pantherová (GER), Babacar Guèye (SEN), Wang Zebo (CHN) |
| 27. září 2014 14:00 | Report | Skóre po čtvrtinách: 18:22, 14:13, 10:18, 14:16 |         |                 |  | Ankara Arena, Ankara Počet diváků: 700 Rozhodčí: Anne Pantherová (GER), Babacar Guèye (SEN), Wang Zebo (CHN) |
| 27. září 2014 14:00 | Report | Muianga 14                                      | Body    | 3 hráči 11      |  | Ankara Arena, Ankara Počet diváků: 700 Rozhodčí: Anne Pantherová (GER), Babacar Guèye (SEN), Wang Zebo (CHN) |
| 27. září 2014 14:00 | Report | Dongue 10                                       | Dosk.   | Gaucher, Ayim 7 |  | Ankara Arena, Ankara Počet diváků: 700 Rozhodčí: Anne Pantherová (GER), Babacar Guèye (SEN), Wang Zebo (CHN) |
| 27. září 2014 14:00 | Report | Ngulela 6                                       | Asist.  | 3 hráči 4       |  | Ankara Arena, Ankara Počet diváků: 700 Rozhodčí: Anne Pantherová (GER), Babacar Guèye (SEN), Wang Zebo (CHN) |

| 27. září 2014 19:00 | Report | Turecko                                        | 50 – 48 | Francie     |  | Ankara Arena, Ankara Počet diváků: 10 000 Rozhodčí: Amy Bonnerová (USA), Tomas Jasevičius (LTU), Fernando Sampietro (ARG) |
| 27. září 2014 19:00 | Report | Skóre po čtvrtinách: 14:15, 3:12, 21:10, 12:11 |         |             |  | Ankara Arena, Ankara Počet diváků: 10 000 Rozhodčí: Amy Bonnerová (USA), Tomas Jasevičius (LTU), Fernando Sampietro (ARG) |
| 27. září 2014 19:00 | Report | Sanders 13                                     | Body    | Grudaová 11 |  | Ankara Arena, Ankara Počet diváků: 10 000 Rozhodčí: Amy Bonnerová (USA), Tomas Jasevičius (LTU), Fernando Sampietro (ARG) |
| 27. září 2014 19:00 | Report | Sanders 7                                      | Dosk.   | Grudaová 13 |  | Ankara Arena, Ankara Počet diváků: 10 000 Rozhodčí: Amy Bonnerová (USA), Tomas Jasevičius (LTU), Fernando Sampietro (ARG) |
| 27. září 2014 19:00 | Report | 3 hráči 3                                      | Asist.  | Dumercová 5 |  | Ankara Arena, Ankara Počet diváků: 10 000 Rozhodčí: Amy Bonnerová (USA), Tomas Jasevičius (LTU), Fernando Sampietro (ARG) |

| 28. září 2014 14:00 | Report | Francie                                        | 89 – 45 | Mosambik  |  | Ankara Arena, Ankara Počet diváků: 500 Rozhodčí: Jasmina Jurášová (SRB), Kim Bo-hui (KOR), Jakub Zamojski (POL) |
| 28. září 2014 14:00 | Report | Skóre po čtvrtinách: 20:13, 27:8, 24:10, 18:14 |         |           |  | Ankara Arena, Ankara Počet diváků: 500 Rozhodčí: Jasmina Jurášová (SRB), Kim Bo-hui (KOR), Jakub Zamojski (POL) |
| 28. září 2014 14:00 | Report | Grudaová 19                                    | Body    | Dongue 18 |  | Ankara Arena, Ankara Počet diváků: 500 Rozhodčí: Jasmina Jurášová (SRB), Kim Bo-hui (KOR), Jakub Zamojski (POL) |
| 28. září 2014 14:00 | Report | Grudaová 7                                     | Dosk.   | Dongue 11 |  | Ankara Arena, Ankara Počet diváků: 500 Rozhodčí: Jasmina Jurášová (SRB), Kim Bo-hui (KOR), Jakub Zamojski (POL) |
| 28. září 2014 14:00 | Report | Dumercová, Skrela 6                            | Asist.  | Ngulela 6 |  | Ankara Arena, Ankara Počet diváků: 500 Rozhodčí: Jasmina Jurášová (SRB), Kim Bo-hui (KOR), Jakub Zamojski (POL) |

| 28. září 2014 19:00 | Report | Kanada                                      | 44 – 55 | Turecko          |  | Ankara Arena, Ankara Počet diváků: 10 000 Rozhodčí: Roberto Chiari (ITA), Toni Caldwell (AUS), Roberto Oliveros (VEN) |
| 28. září 2014 19:00 | Report | Skóre po čtvrtinách: 17:17, 5:7, 9:7, 13:25 |         |                  |  | Ankara Arena, Ankara Počet diváků: 10 000 Rozhodčí: Roberto Chiari (ITA), Toni Caldwell (AUS), Roberto Oliveros (VEN) |
| 28. září 2014 19:00 | Report | Gaucher, K. Plouffe 9                       | Body    | Sanders 18       |  | Ankara Arena, Ankara Počet diváků: 10 000 Rozhodčí: Roberto Chiari (ITA), Toni Caldwell (AUS), Roberto Oliveros (VEN) |
| 28. září 2014 19:00 | Report | 3 hráči 5                                   | Dosk.   | Alben, Sanders 6 |  | Ankara Arena, Ankara Počet diváků: 10 000 Rozhodčí: Roberto Chiari (ITA), Toni Caldwell (AUS), Roberto Oliveros (VEN) |
| 28. září 2014 19:00 | Report | Gaucher 2                                   | Asist.  | Vardarlı 6       |  | Ankara Arena, Ankara Počet diváků: 10 000 Rozhodčí: Roberto Chiari (ITA), Toni Caldwell (AUS), Roberto Oliveros (VEN) |

| 30. září 2014 19:00 | Report | Mosambik                                       | 54 – 64 | Turecko     |  | Ankara Arena, Ankara Počet diváků: 9 600 Rozhodčí: Amy Bonnerová (USA), Babcar Guèye (SEN), Tomas Jasevičius (LTU) |
| 30. září 2014 19:00 | Report | Skóre po čtvrtinách: 12:18, 11:18, 15:19, 4:16 |         |             |  | Ankara Arena, Ankara Počet diváků: 9 600 Rozhodčí: Amy Bonnerová (USA), Babcar Guèye (SEN), Tomas Jasevičius (LTU) |
| 30. září 2014 19:00 | Report | Dongue 17                                      | Body    | İvegin 13   |  | Ankara Arena, Ankara Počet diváků: 9 600 Rozhodčí: Amy Bonnerová (USA), Babcar Guèye (SEN), Tomas Jasevičius (LTU) |
| 30. září 2014 19:00 | Report | Dongue 14                                      | Dosk.   | Çağlar 9    |  | Ankara Arena, Ankara Počet diváků: 9 600 Rozhodčí: Amy Bonnerová (USA), Babcar Guèye (SEN), Tomas Jasevičius (LTU) |
| 30. září 2014 19:00 | Report | Cossa 6                                        | Asist.  | Palazoğlu 4 |  | Ankara Arena, Ankara Počet diváků: 9 600 Rozhodčí: Amy Bonnerová (USA), Babcar Guèye (SEN), Tomas Jasevičius (LTU) |

| 30. září 2014 21:15 | Report | Francie                                         | 63 – 59 | Kanada       |  | Ankara Arena, Ankara Počet diváků: 1 800 Rozhodčí: Fernando Sampietro (ARG), Kim Bo-hui (KOR), Anne Pantherová (GER) |
| 30. září 2014 21:15 | Report | Skóre po čtvrtinách: 15:17, 16:13, 16:13, 16:16 |         |              |  | Ankara Arena, Ankara Počet diváků: 1 800 Rozhodčí: Fernando Sampietro (ARG), Kim Bo-hui (KOR), Anne Pantherová (GER) |
| 30. září 2014 21:15 | Report | Grudaová 13                                     | Body    | Tatham 11    |  | Ankara Arena, Ankara Počet diváků: 1 800 Rozhodčí: Fernando Sampietro (ARG), Kim Bo-hui (KOR), Anne Pantherová (GER) |
| 30. září 2014 21:15 | Report | 3 hráči 6                                       | Dosk.   | M. Plouffe 5 |  | Ankara Arena, Ankara Počet diváků: 1 800 Rozhodčí: Fernando Sampietro (ARG), Kim Bo-hui (KOR), Anne Pantherová (GER) |
| 30. září 2014 21:15 | Report | Grudaová, Dumercová 3                           | Asist.  | Langolis 5   |  | Ankara Arena, Ankara Počet diváků: 1 800 Rozhodčí: Fernando Sampietro (ARG), Kim Bo-hui (KOR), Anne Pantherová (GER) |

### Skupina C
|    |             | AUS   | BLR   | CUB   | KOR   | V | P | Skóre   | B |
| 1. | Austrálie   | ***   | 87:45 | 90:57 | 87:54 | 3 | 0 | 264:156 | 6 |
| 2. | Bělorusko   | 45:87 | ***   | 70:69 | 70:64 | 2 | 1 | 185:220 | 5 |
| 3. | Kuba        | 57:90 | 69:70 | ***   | 73:57 | 1 | 2 | 199:217 | 4 |
| 4. | Jižní Korea | 54:87 | 64:70 | 57:73 | ***   | 0 | 3 | 175:230 | 3 |

| 27. září 2014 14:15 | Report | Kuba                                         | 57 – 90 | Austrálie      |  | Abdi İpekçi Arena, Istanbul Počet diváků: 675 Rozhodčí: Jelena Černovová (RUS), José Fernández (CRC), Robert Vyklický (CZE) |
| 27. září 2014 14:15 | Report | Skóre po čtvrtinách: 6:23, 25:22, 7:23, 9:22 |         |                |  | Abdi İpekçi Arena, Istanbul Počet diváků: 675 Rozhodčí: Jelena Černovová (RUS), José Fernández (CRC), Robert Vyklický (CZE) |
| 27. září 2014 14:15 | Report | Amargo 19                                    | Body    | Taylor 20      |  | Abdi İpekçi Arena, Istanbul Počet diváků: 675 Rozhodčí: Jelena Černovová (RUS), José Fernández (CRC), Robert Vyklický (CZE) |
| 27. září 2014 14:15 | Report | Cepeda, Noblet 7                             | Dosk.   | Jarry, Snell 6 |  | Abdi İpekçi Arena, Istanbul Počet diváků: 675 Rozhodčí: Jelena Černovová (RUS), José Fernández (CRC), Robert Vyklický (CZE) |
| 27. září 2014 14:15 | Report | Casanova 3                                   | Asist.  | Mitchell 8     |  | Abdi İpekçi Arena, Istanbul Počet diváků: 675 Rozhodčí: Jelena Černovová (RUS), José Fernández (CRC), Robert Vyklický (CZE) |

| 27. září 2014 16:30 | Report | Jižní Korea                                    | 64 – 70 | Bělorusko    |  | Abdi İpekçi Arena, Istanbul Počet diváků: 750 Rozhodčí: Karen Lasuiková (CAN), Snehal Bendke (IND), Adrian Nunes (URU) |
| 27. září 2014 16:30 | Report | Skóre po čtvrtinách: 23:11, 7:21, 15:23, 19:15 |         |              |  | Abdi İpekçi Arena, Istanbul Počet diváků: 750 Rozhodčí: Karen Lasuiková (CAN), Snehal Bendke (IND), Adrian Nunes (URU) |
| 27. září 2014 16:30 | Report | Park Ji-su 15                                  | Body    | Snytsina 17  |  | Abdi İpekçi Arena, Istanbul Počet diváků: 750 Rozhodčí: Karen Lasuiková (CAN), Snehal Bendke (IND), Adrian Nunes (URU) |
| 27. září 2014 16:30 | Report | Lee Seung-ah 8                                 | Dosk.   | Leuchanka 11 |  | Abdi İpekçi Arena, Istanbul Počet diváků: 750 Rozhodčí: Karen Lasuiková (CAN), Snehal Bendke (IND), Adrian Nunes (URU) |
| 27. září 2014 16:30 | Report | Lee Seung-ah 7                                 | Asist.  | Leuchanka 6  |  | Abdi İpekçi Arena, Istanbul Počet diváků: 750 Rozhodčí: Karen Lasuiková (CAN), Snehal Bendke (IND), Adrian Nunes (URU) |

| 28. září 2014 14:15 | Report | Austrálie                                      | 87 – 54 | Jižní Korea           |  | Abdi İpekçi Arena, Istanbul Počet diváků: 450 Rozhodčí: Carole Delaunéová (FRA), Abdelaziz Abassi (TUN), Özlem Yalman (TUR) |
| 28. září 2014 14:15 | Report | Skóre po čtvrtinách: 25:9, 20:13, 21:15, 21:17 |         |                       |  | Abdi İpekçi Arena, Istanbul Počet diváků: 450 Rozhodčí: Carole Delaunéová (FRA), Abdelaziz Abassi (TUN), Özlem Yalman (TUR) |
| 28. září 2014 14:15 | Report | Hodges 14                                      | Body    | Kim Y-j. 17           |  | Abdi İpekçi Arena, Istanbul Počet diváků: 450 Rozhodčí: Carole Delaunéová (FRA), Abdelaziz Abassi (TUN), Özlem Yalman (TUR) |
| 28. září 2014 14:15 | Report | Richards, Burton 6                             | Dosk.   | Lee S-a. 8            |  | Abdi İpekçi Arena, Istanbul Počet diváků: 450 Rozhodčí: Carole Delaunéová (FRA), Abdelaziz Abassi (TUN), Özlem Yalman (TUR) |
| 28. září 2014 14:15 | Report | Phillips 7                                     | Asist.  | Shin J-h., Lee S-a. 3 |  | Abdi İpekçi Arena, Istanbul Počet diváků: 450 Rozhodčí: Carole Delaunéová (FRA), Abdelaziz Abassi (TUN), Özlem Yalman (TUR) |

| 28. září 2014 19:15 | Report | Bělorusko                                       | 70 – 69 | Kuba       |  | Abdi İpekçi Arena, Istanbul Počet diváků: 470 Rozhodčí: Renaud Geller (BEL), Antonio Conde (ESP), Guilherme Locatelli (BRA) |
| 28. září 2014 19:15 | Report | Skóre po čtvrtinách: 15:22, 20:15, 15:19, 20:13 |         |            |  | Abdi İpekçi Arena, Istanbul Počet diváků: 470 Rozhodčí: Renaud Geller (BEL), Antonio Conde (ESP), Guilherme Locatelli (BRA) |
| 28. září 2014 19:15 | Report | Leuchanka 20                                    | Body    | Oquendo 19 |  | Abdi İpekçi Arena, Istanbul Počet diváků: 470 Rozhodčí: Renaud Geller (BEL), Antonio Conde (ESP), Guilherme Locatelli (BRA) |
| 28. září 2014 19:15 | Report | Leuchanka 18                                    | Dosk.   | Oquendo 10 |  | Abdi İpekçi Arena, Istanbul Počet diváků: 470 Rozhodčí: Renaud Geller (BEL), Antonio Conde (ESP), Guilherme Locatelli (BRA) |
| 28. září 2014 19:15 | Report | Drozd 4                                         | Asist.  |            |  | Abdi İpekçi Arena, Istanbul Počet diváků: 470 Rozhodčí: Renaud Geller (BEL), Antonio Conde (ESP), Guilherme Locatelli (BRA) |

| 30. září 2014 16:30 | Report | Austrálie                                      | 87 – 45 | Bělorusko    |  | Abdi İpekçi Arena, Istanbul Počet diváků: 250 Rozhodčí: Karen Lasuiková (CAN), Abdelaziz Abassi (TUN), Adrian Nunes (URU) |
| 30. září 2014 16:30 | Report | Skóre po čtvrtinách: 23:14, 22:8, 22:11, 19:13 |         |              |  | Abdi İpekçi Arena, Istanbul Počet diváků: 250 Rozhodčí: Karen Lasuiková (CAN), Abdelaziz Abassi (TUN), Adrian Nunes (URU) |
| 30. září 2014 16:30 | Report | Jarry 19                                       | Body    | Leuchanka 12 |  | Abdi İpekçi Arena, Istanbul Počet diváků: 250 Rozhodčí: Karen Lasuiková (CAN), Abdelaziz Abassi (TUN), Adrian Nunes (URU) |
| 30. září 2014 16:30 | Report | Francis 8                                      | Dosk.   | Leuchanka 10 |  | Abdi İpekçi Arena, Istanbul Počet diváků: 250 Rozhodčí: Karen Lasuiková (CAN), Abdelaziz Abassi (TUN), Adrian Nunes (URU) |
| 30. září 2014 16:30 | Report | Phillips 7                                     | Asist.  | 3 hráči 2    |  | Abdi İpekçi Arena, Istanbul Počet diváků: 250 Rozhodčí: Karen Lasuiková (CAN), Abdelaziz Abassi (TUN), Adrian Nunes (URU) |

| 30. září 2014 19:15 | Report | Jižní Korea                                     | 57 – 73 | Kuba      |  | Abdi İpekçi Arena, Istanbul Počet diváků: 250 Rozhodčí: Jelena Černovová (RUS), Carole Delaunéová (FRA), Robert Vyklický (CZE) |
| 30. září 2014 19:15 | Report | Skóre po čtvrtinách: 15:18, 16:13, 18:23, 11:16 |         |           |  | Abdi İpekçi Arena, Istanbul Počet diváků: 250 Rozhodčí: Jelena Černovová (RUS), Carole Delaunéová (FRA), Robert Vyklický (CZE) |
| 30. září 2014 19:15 | Report | Park J-s. 16                                    | Body    | Cepeda 16 |  | Abdi İpekçi Arena, Istanbul Počet diváků: 250 Rozhodčí: Jelena Černovová (RUS), Carole Delaunéová (FRA), Robert Vyklický (CZE) |
| 30. září 2014 19:15 | Report | Kim S-y 8                                       | Dosk.   | Cepeda 17 |  | Abdi İpekçi Arena, Istanbul Počet diváků: 250 Rozhodčí: Jelena Černovová (RUS), Carole Delaunéová (FRA), Robert Vyklický (CZE) |
| 30. září 2014 19:15 | Report | Hong A-r., Lee S-a. 2                           | Asist.  | Gelis 5   |  | Abdi İpekçi Arena, Istanbul Počet diváků: 250 Rozhodčí: Jelena Černovová (RUS), Carole Delaunéová (FRA), Robert Vyklický (CZE) |

### Skupina D
|    |        | USA    | SER    | CHN   | ANG    | V | P | Skóre   | B |
| 1. | USA    | ***    | 94:74  | 87:56 | 119:44 | 3 | 0 | 300:174 | 6 |
| 2. | Srbsko | 74:94  | ***    | 65:63 | 102:42 | 2 | 1 | 241:199 | 5 |
| 3. | Čína   | 56:87  | 63:65  | ***   | 65:39  | 1 | 2 | 184:191 | 4 |
| 4. | Angola | 44:119 | 42:102 | 39:65 | ***    | 0 | 3 | 125:286 | 3 |

| 27. září 2014 19:15 | Report | Srbsko                                        | 102 – 42 | Angola               |  | Abdi İpekçi Arena, Istanbul Počet diváků: 650 Rozhodčí: Antonio Conde (ESP), Abdelaziz Abassi (TUN), Carole Delaunéová (FRA) |
| 27. září 2014 19:15 | Report | Skóre po čtvrtinách: 22:10, 24:8, 27:18, 29:6 |          |                      |  | Abdi İpekçi Arena, Istanbul Počet diváků: 650 Rozhodčí: Antonio Conde (ESP), Abdelaziz Abassi (TUN), Carole Delaunéová (FRA) |
| 27. září 2014 19:15 | Report | Milovanovićová 16                             | Body     | Eusébio, Tomás 9     |  | Abdi İpekçi Arena, Istanbul Počet diváků: 650 Rozhodčí: Antonio Conde (ESP), Abdelaziz Abassi (TUN), Carole Delaunéová (FRA) |
| 27. září 2014 19:15 | Report | Radočajová 6                                  | Dosk.    | Tomás, Maurício 5    |  | Abdi İpekçi Arena, Istanbul Počet diváků: 650 Rozhodčí: Antonio Conde (ESP), Abdelaziz Abassi (TUN), Carole Delaunéová (FRA) |
| 27. září 2014 19:15 | Report | A. Dabovićová 6                               | Asist.   | Eusébio, Guadalupe 2 |  | Abdi İpekçi Arena, Istanbul Počet diváků: 650 Rozhodčí: Antonio Conde (ESP), Abdelaziz Abassi (TUN), Carole Delaunéová (FRA) |

| 27. září 2014 21:30 | Report | Čína                                           | 56 – 87 | USA              |  | Abdi İpekçi Arena, Istanbul Počet diváků: 1 100 Rozhodčí: Guilherme Locatelli (BRA), Renaud Geller (BEL), Özlem Yalman (TUR) |
| 27. září 2014 21:30 | Report | Skóre po čtvrtinách: 13:20, 19:19, 8:21, 16:27 |         |                  |  | Abdi İpekçi Arena, Istanbul Počet diváků: 1 100 Rozhodčí: Guilherme Locatelli (BRA), Renaud Geller (BEL), Özlem Yalman (TUR) |
| 27. září 2014 21:30 | Report | Chen X., Sun M. 10                             | Body    | Moore, Griner 15 |  | Abdi İpekçi Arena, Istanbul Počet diváků: 1 100 Rozhodčí: Guilherme Locatelli (BRA), Renaud Geller (BEL), Özlem Yalman (TUR) |
| 27. září 2014 21:30 | Report | Gao S., Zhang L. 6                             | Dosk.   | Charles 15       |  | Abdi İpekçi Arena, Istanbul Počet diváků: 1 100 Rozhodčí: Guilherme Locatelli (BRA), Renaud Geller (BEL), Özlem Yalman (TUR) |
| 27. září 2014 21:30 | Report | Yang L. , Sun M. 2                             | Asist.  | 4 hráči 3        |  | Abdi İpekçi Arena, Istanbul Počet diváků: 1 100 Rozhodčí: Guilherme Locatelli (BRA), Renaud Geller (BEL), Özlem Yalman (TUR) |

| 28. září 2014 16:30 | Report | Angola                                         | 39 – 65 | Čína                 |  | Abdi İpekçi Arena, Istanbul Počet diváků: 420 Rozhodčí: Jelena Černovová (RUS), Karen Lasuiková (CAN), Adrian Nunes (URU) |
| 28. září 2014 16:30 | Report | Skóre po čtvrtinách: 10:15, 5:15, 12:22, 12:13 |         |                      |  | Abdi İpekçi Arena, Istanbul Počet diváků: 420 Rozhodčí: Jelena Černovová (RUS), Karen Lasuiková (CAN), Adrian Nunes (URU) |
| 28. září 2014 16:30 | Report | Maurício 18                                    | Body    | Shao T. 14           |  | Abdi İpekçi Arena, Istanbul Počet diváků: 420 Rozhodčí: Jelena Černovová (RUS), Karen Lasuiková (CAN), Adrian Nunes (URU) |
| 28. září 2014 16:30 | Report | Guadalupe 7                                    | Dosk.   | Cheng F., Zhang L. 6 |  | Abdi İpekçi Arena, Istanbul Počet diváků: 420 Rozhodčí: Jelena Černovová (RUS), Karen Lasuiková (CAN), Adrian Nunes (URU) |
| 28. září 2014 16:30 | Report | Filipe 2                                       | Asist.  | Chen X. 6            |  | Abdi İpekçi Arena, Istanbul Počet diváků: 420 Rozhodčí: Jelena Černovová (RUS), Karen Lasuiková (CAN), Adrian Nunes (URU) |

| 28. září 2014 21:30 | Report | USA                                             | 94 – 74 | Srbsko                         |  | Abdi İpekçi Arena, Istanbul Počet diváků: 700 Rozhodčí: Robert Vyklický (CZE), Snehal Bendke (IND), José Fernández (CRC) |
| 28. září 2014 21:30 | Report | Skóre po čtvrtinách: 17:21, 32:21, 21:22, 24:10 |         |                                |  | Abdi İpekçi Arena, Istanbul Počet diváků: 700 Rozhodčí: Robert Vyklický (CZE), Snehal Bendke (IND), José Fernández (CRC) |
| 28. září 2014 21:30 | Report | Taurasi 20                                      | Body    | A. Dabovićová 24               |  | Abdi İpekçi Arena, Istanbul Počet diváků: 700 Rozhodčí: Robert Vyklický (CZE), Snehal Bendke (IND), José Fernández (CRC) |
| 28. září 2014 21:30 | Report | Moore 12                                        | Dosk.   | Milovanovićová 9               |  | Abdi İpekçi Arena, Istanbul Počet diváků: 700 Rozhodčí: Robert Vyklický (CZE), Snehal Bendke (IND), José Fernández (CRC) |
| 28. září 2014 21:30 | Report | Moore 6                                         | Asist.  | M. Dabovićová, A. Dabovićová 3 |  | Abdi İpekçi Arena, Istanbul Počet diváků: 700 Rozhodčí: Robert Vyklický (CZE), Snehal Bendke (IND), José Fernández (CRC) |

| 30. září 2014 14:15 | Report | Srbsko                                         | 65 – 63 | Čína                |  | Abdi İpekçi Arena, Istanbul Počet diváků: 200 Rozhodčí: Antonio Conde (ESP), José Fernández (CRC), Guilherme Locatelli (BRA) |
| 30. září 2014 14:15 | Report | Skóre po čtvrtinách: 25:22, 16:12, 8:17, 16:12 |         |                     |  | Abdi İpekçi Arena, Istanbul Počet diváků: 200 Rozhodčí: Antonio Conde (ESP), José Fernández (CRC), Guilherme Locatelli (BRA) |
| 30. září 2014 14:15 | Report | Radočajová 19                                  | Body    | Lu W. 20            |  | Abdi İpekçi Arena, Istanbul Počet diváků: 200 Rozhodčí: Antonio Conde (ESP), José Fernández (CRC), Guilherme Locatelli (BRA) |
| 30. září 2014 14:15 | Report | Krnjićová 7                                    | Dosk.   | Chen X., Huang H. 8 |  | Abdi İpekçi Arena, Istanbul Počet diváků: 200 Rozhodčí: Antonio Conde (ESP), José Fernández (CRC), Guilherme Locatelli (BRA) |
| 30. září 2014 14:15 | Report | Butulijaová 3                                  | Asist.  | Lu W. 4             |  | Abdi İpekçi Arena, Istanbul Počet diváků: 200 Rozhodčí: Antonio Conde (ESP), José Fernández (CRC), Guilherme Locatelli (BRA) |

| 30. září 2014 21:30 | Report | USA                                            | 119 – 44 | Angola    |  | Abdi İpekçi Arena, Istanbul Počet diváků: 400 Rozhodčí: Renaud Geller (BEL), Snehal Bendke (IND), Özlem Yalman (TUR) |
| 30. září 2014 21:30 | Report | Skóre po čtvrtinách: 33:11, 28:14, 31:6, 27:13 |          |           |  | Abdi İpekçi Arena, Istanbul Počet diváků: 400 Rozhodčí: Renaud Geller (BEL), Snehal Bendke (IND), Özlem Yalman (TUR) |
| 30. září 2014 21:30 | Report | Ogwumike 18                                    | Body     | Manuel 11 |  | Abdi İpekçi Arena, Istanbul Počet diváků: 400 Rozhodčí: Renaud Geller (BEL), Snehal Bendke (IND), Özlem Yalman (TUR) |
| 30. září 2014 21:30 | Report | Ogwumike 10                                    | Dosk.    | Manuel 4  |  | Abdi İpekçi Arena, Istanbul Počet diváků: 400 Rozhodčí: Renaud Geller (BEL), Snehal Bendke (IND), Özlem Yalman (TUR) |
| 30. září 2014 21:30 | Report | Whalen 6                                       | Asist.   | 4 hráči 1 |  | Abdi İpekçi Arena, Istanbul Počet diváků: 400 Rozhodčí: Renaud Geller (BEL), Snehal Bendke (IND), Özlem Yalman (TUR) |

## Play off

### Osmifinále
| 1. října 2014 16:15 | Report | Česko                                           | 71 – 91 | Kanada     |  | Ankara Arena, Istanbul Rozhodčí: Amy Bonnerová (USA), Wang Zebo (CHN), Jakub Zamojski (POL) |
| 1. října 2014 16:15 | Report | Skóre po čtvrtinách: 13:22, 19:22, 23:21, 16:26 |         |            |  | Ankara Arena, Istanbul Rozhodčí: Amy Bonnerová (USA), Wang Zebo (CHN), Jakub Zamojski (POL) |
| 1. října 2014 16:15 | Report | Vítečková 17                                    | Body    | Gaucher 17 |  | Ankara Arena, Istanbul Rozhodčí: Amy Bonnerová (USA), Wang Zebo (CHN), Jakub Zamojski (POL) |
| 1. října 2014 16:15 | Report | Veselá 5                                        | Dosk.   | Gaucher 7  |  | Ankara Arena, Istanbul Rozhodčí: Amy Bonnerová (USA), Wang Zebo (CHN), Jakub Zamojski (POL) |
| 1. října 2014 16:15 | Report | Elhotová 4                                      | Asist.  | Plouffe 3  |  | Ankara Arena, Istanbul Rozhodčí: Amy Bonnerová (USA), Wang Zebo (CHN), Jakub Zamojski (POL) |

| 1. října 2014 19:00 | Report | Francie                                        | 61 – 48 | Brazílie |  | Ankara Arena, Istanbul Rozhodčí: Roberto Chiari (ITA), Toni Caldwell (AUS), Jasmina Jurášová (SRB) |
| 1. října 2014 19:00 | Report | Skóre po čtvrtinách: 12:10, 14:5, 19:15, 16:18 |         |          |  | Ankara Arena, Istanbul Rozhodčí: Roberto Chiari (ITA), Toni Caldwell (AUS), Jasmina Jurášová (SRB) |
| 1. října 2014 19:00 | Report | Grudaová 17                                    | Body    | Souza 11 |  | Ankara Arena, Istanbul Rozhodčí: Roberto Chiari (ITA), Toni Caldwell (AUS), Jasmina Jurášová (SRB) |
| 1. října 2014 19:00 | Report | Grudaová 8                                     | Dosk.   | Pinto 7  |  | Ankara Arena, Istanbul Rozhodčí: Roberto Chiari (ITA), Toni Caldwell (AUS), Jasmina Jurášová (SRB) |
| 1. října 2014 19:00 | Report | Dumercová 9                                    | Asist.  | Pinto 4  |  | Ankara Arena, Istanbul Rozhodčí: Roberto Chiari (ITA), Toni Caldwell (AUS), Jasmina Jurášová (SRB) |

| 1. října 2014 19:15 | Report | Bělorusko                                      | 67 – 72 | Čína       |  | Abdi İpekçi Arena, Istanbul Rozhodčí: Robert Vyklický (CZE), Snehal Bendke (IND), Carole Delaunéová (FRA) |
| 1. října 2014 19:15 | Report | Skóre po čtvrtinách: 20:19, 23:13, 17:15, 7:25 |         |            |  | Abdi İpekçi Arena, Istanbul Rozhodčí: Robert Vyklický (CZE), Snehal Bendke (IND), Carole Delaunéová (FRA) |
| 1. října 2014 19:15 | Report | Likhtarovich 20                                | Body    | Shao T. 23 |  | Abdi İpekçi Arena, Istanbul Rozhodčí: Robert Vyklický (CZE), Snehal Bendke (IND), Carole Delaunéová (FRA) |
| 1. října 2014 19:15 | Report | Leuchanka 13                                   | Dosk.   | Lu W. 8    |  | Abdi İpekçi Arena, Istanbul Rozhodčí: Robert Vyklický (CZE), Snehal Bendke (IND), Carole Delaunéová (FRA) |
| 1. října 2014 19:15 | Report | Leuchanka 9                                    | Asist.  | 6 hráčů 2  |  | Abdi İpekçi Arena, Istanbul Rozhodčí: Robert Vyklický (CZE), Snehal Bendke (IND), Carole Delaunéová (FRA) |

| 1. října 2014 21:00 | Report | Srbsko                                          | 86 – 79 | Kuba      |  | Abdi İpekçi Arena, Istanbul Rozhodčí: Renaud Geller (BEL), Karen Lasuiková (CAN), Guilherme Locatelli (BRA) |
| 1. října 2014 21:00 | Report | Skóre po čtvrtinách: 16:23, 26:16, 18:23, 26:17 |         |           |  | Abdi İpekçi Arena, Istanbul Rozhodčí: Renaud Geller (BEL), Karen Lasuiková (CAN), Guilherme Locatelli (BRA) |
| 1. října 2014 21:00 | Report | A. Dabovićová 21                                | Body    | Cepeda 18 |  | Abdi İpekçi Arena, Istanbul Rozhodčí: Renaud Geller (BEL), Karen Lasuiková (CAN), Guilherme Locatelli (BRA) |
| 1. října 2014 21:00 | Report | Milovanovićová 9                                | Dosk.   | Cepeda 8  |  | Abdi İpekçi Arena, Istanbul Rozhodčí: Renaud Geller (BEL), Karen Lasuiková (CAN), Guilherme Locatelli (BRA) |
| 1. října 2014 21:00 | Report | 4 hráči 2                                       | Asist.  | Gelis 8   |  | Abdi İpekçi Arena, Istanbul Rozhodčí: Renaud Geller (BEL), Karen Lasuiková (CAN), Guilherme Locatelli (BRA) |

### Čtvrtfinále
| 3. října 2014 14:00 | Report | Austrálie                                      | 63 – 52 | Kanada             |  | Ülker Sports Arena, Istanbul Počet diváků: 500 Rozhodčí: Tomas Jasevičius (LTU), Antonio Conde (ESP), Özlem Yalman (TUR) |
| 3. října 2014 14:00 | Report | Skóre po čtvrtinách: 19:17, 17:7, 15:11, 12:17 |         |                    |  | Ülker Sports Arena, Istanbul Počet diváků: 500 Rozhodčí: Tomas Jasevičius (LTU), Antonio Conde (ESP), Özlem Yalman (TUR) |
| 3. října 2014 14:00 | Report | Phillips 16                                    | Body    | Ayim 11            |  | Ülker Sports Arena, Istanbul Počet diváků: 500 Rozhodčí: Tomas Jasevičius (LTU), Antonio Conde (ESP), Özlem Yalman (TUR) |
| 3. října 2014 14:00 | Report | Tolo 9                                         | Dosk.   | Ayim 7             |  | Ülker Sports Arena, Istanbul Počet diváků: 500 Rozhodčí: Tomas Jasevičius (LTU), Antonio Conde (ESP), Özlem Yalman (TUR) |
| 3. října 2014 14:00 | Report | Taylor 5                                       | Asist.  | Thorburn, Fields 2 |  | Ülker Sports Arena, Istanbul Počet diváků: 500 Rozhodčí: Tomas Jasevičius (LTU), Antonio Conde (ESP), Özlem Yalman (TUR) |

| 3. října 2014 16:15 | Report | Španělsko                                     | 71 – 55 | Čína             |  | Ülker Sports Arena, Istanbul Počet diváků: 700 Rozhodčí: Fernando Sampietro (ARG), Kim Bo-hui (KOR), Roberto Oliveros (VEN) |
| 3. října 2014 16:15 | Report | Skóre po čtvrtinách: 20:9, 15:8, 21:18, 15:20 |         |                  |  | Ülker Sports Arena, Istanbul Počet diváků: 700 Rozhodčí: Fernando Sampietro (ARG), Kim Bo-hui (KOR), Roberto Oliveros (VEN) |
| 3. října 2014 16:15 | Report | Lyttle 24                                     | Body    | Li M., Sun M. 10 |  | Ülker Sports Arena, Istanbul Počet diváků: 700 Rozhodčí: Fernando Sampietro (ARG), Kim Bo-hui (KOR), Roberto Oliveros (VEN) |
| 3. října 2014 16:15 | Report | Nicholls 14                                   | Dosk.   | Gao S. 8         |  | Ülker Sports Arena, Istanbul Počet diváků: 700 Rozhodčí: Fernando Sampietro (ARG), Kim Bo-hui (KOR), Roberto Oliveros (VEN) |
| 3. října 2014 16:15 | Report | Torrensová, Palauová 5                        | Asist.  | Chen X. 5        |  | Ülker Sports Arena, Istanbul Počet diváků: 700 Rozhodčí: Fernando Sampietro (ARG), Kim Bo-hui (KOR), Roberto Oliveros (VEN) |

| 3. října 2014 19:00 | Report | Turecko                                        | 62 – 61 | Srbsko           |  | Ülker Sports Arena, Istanbul Počet diváků: 9 500 Rozhodčí: Roberto Chiari (ITA), Jelena Černovová (RUS), Jakub Zamojski (POL) |
| 3. října 2014 19:00 | Report | Skóre po čtvrtinách: 18:13, 6:17, 17:10, 21:21 |         |                  |  | Ülker Sports Arena, Istanbul Počet diváků: 9 500 Rozhodčí: Roberto Chiari (ITA), Jelena Černovová (RUS), Jakub Zamojski (POL) |
| 3. října 2014 19:00 | Report | Pringle 14                                     | Body    | M. Dabovićová 18 |  | Ülker Sports Arena, Istanbul Počet diváků: 9 500 Rozhodčí: Roberto Chiari (ITA), Jelena Černovová (RUS), Jakub Zamojski (POL) |
| 3. října 2014 19:00 | Report | Pringle 19                                     | Dosk.   | Ajdukovićová 8   |  | Ülker Sports Arena, Istanbul Počet diváků: 9 500 Rozhodčí: Roberto Chiari (ITA), Jelena Černovová (RUS), Jakub Zamojski (POL) |
| 3. října 2014 19:00 | Report | Palazoğlu 4                                    | Asist.  | Radočajová 7     |  | Ülker Sports Arena, Istanbul Počet diváků: 9 500 Rozhodčí: Roberto Chiari (ITA), Jelena Černovová (RUS), Jakub Zamojski (POL) |

| 3. října 2014 21:15 | Report | USA                                             | 94 – 72 | Francie     |  | Ülker Sports Arena, Istanbul Počet diváků: 3 600 Rozhodčí: Guilherme Locatelli (BRA), Adrian Nunes (URU), Anne Pantherová (GER) |
| 3. října 2014 21:15 | Report | Skóre po čtvrtinách: 29:14, 24:18, 19:16, 22:24 |         |             |  | Ülker Sports Arena, Istanbul Počet diváků: 3 600 Rozhodčí: Guilherme Locatelli (BRA), Adrian Nunes (URU), Anne Pantherová (GER) |
| 3. října 2014 21:15 | Report | Griner 17                                       | Body    | Grudaová 18 |  | Ülker Sports Arena, Istanbul Počet diváků: 3 600 Rozhodčí: Guilherme Locatelli (BRA), Adrian Nunes (URU), Anne Pantherová (GER) |
| 3. října 2014 21:15 | Report | Charles 7                                       | Dosk.   | Grudaová 9  |  | Ülker Sports Arena, Istanbul Počet diváků: 3 600 Rozhodčí: Guilherme Locatelli (BRA), Adrian Nunes (URU), Anne Pantherová (GER) |
| 3. října 2014 21:15 | Report | Taurasi 6                                       | Asist.  | Salagnac 4  |  | Ülker Sports Arena, Istanbul Počet diváků: 3 600 Rozhodčí: Guilherme Locatelli (BRA), Adrian Nunes (URU), Anne Pantherová (GER) |

### Semifinále
| 4. října 2014 19:00 | Report | Španělsko                                     | 66 – 56 | Turecko            |  | Ülker Sports Arena, Istanbul Počet diváků: 9 200 Rozhodčí: Fernando Sampietro (ARG), Guilherme Locatelli (BRA), Anne Panther (GER) |
| 4. října 2014 19:00 | Report | Skóre po čtvrtinách: 19:20, 9:7, 13:12, 25:17 |         |                    |  | Ülker Sports Arena, Istanbul Počet diváků: 9 200 Rozhodčí: Fernando Sampietro (ARG), Guilherme Locatelli (BRA), Anne Panther (GER) |
| 4. října 2014 19:00 | Report | Torrensová 28                                 | Body    | Yılmaz, Pringle 18 |  | Ülker Sports Arena, Istanbul Počet diváků: 9 200 Rozhodčí: Fernando Sampietro (ARG), Guilherme Locatelli (BRA), Anne Panther (GER) |
| 4. října 2014 19:00 | Report | Lyttle 12                                     | Dosk.   | Pringle 8          |  | Ülker Sports Arena, Istanbul Počet diváků: 9 200 Rozhodčí: Fernando Sampietro (ARG), Guilherme Locatelli (BRA), Anne Panther (GER) |
| 4. října 2014 19:00 | Report | 3 hráči 3                                     | Asist.  | Alben 4            |  | Ülker Sports Arena, Istanbul Počet diváků: 9 200 Rozhodčí: Fernando Sampietro (ARG), Guilherme Locatelli (BRA), Anne Panther (GER) |

| 4. října 2014 21:15 | Report | Austrálie                                       | 70 – 82 | USA        |  | Ülker Sports Arena, Istanbul Počet diváků: 3 600 Rozhodčí: Renaud Geller (BEL), Robert Vyklický (CZE), Wang Zebo (CHN) |
| 4. října 2014 21:15 | Report | Skóre po čtvrtinách: 16:19, 14:23, 22:19, 18:21 |         |            |  | Ülker Sports Arena, Istanbul Počet diváků: 3 600 Rozhodčí: Renaud Geller (BEL), Robert Vyklický (CZE), Wang Zebo (CHN) |
| 4. října 2014 21:15 | Report | Phillips 19                                     | Body    | Charles 18 |  | Ülker Sports Arena, Istanbul Počet diváků: 3 600 Rozhodčí: Renaud Geller (BEL), Robert Vyklický (CZE), Wang Zebo (CHN) |
| 4. října 2014 21:15 | Report | Taylor, Tolo 6                                  | Dosk.   | Charles 9  |  | Ülker Sports Arena, Istanbul Počet diváků: 3 600 Rozhodčí: Renaud Geller (BEL), Robert Vyklický (CZE), Wang Zebo (CHN) |
| 4. října 2014 21:15 | Report | Taylor 4                                        | Asist.  | Moore 5    |  | Ülker Sports Arena, Istanbul Počet diváků: 3 600 Rozhodčí: Renaud Geller (BEL), Robert Vyklický (CZE), Wang Zebo (CHN) |

### Finále
| 5. října 2014 21:15 | Report | Španělsko                                       | 64 – 77 | USA       |  | Ülker Sports Arena, Istanbul Počet diváků: 5 600 Rozhodčí: Roberto Chiari (ITA), Jasmina Jurášová (SRB), Karen Lasuiková (CAN) |
| 5. října 2014 21:15 | Report | Skóre po čtvrtinách: 17:28, 12:20, 19:19, 16:10 |         |           |  | Ülker Sports Arena, Istanbul Počet diváků: 5 600 Rozhodčí: Roberto Chiari (ITA), Jasmina Jurášová (SRB), Karen Lasuiková (CAN) |
| 5. října 2014 21:15 | Report | Lyttle 16                                       | Body    | Moore 18  |  | Ülker Sports Arena, Istanbul Počet diváků: 5 600 Rozhodčí: Roberto Chiari (ITA), Jasmina Jurášová (SRB), Karen Lasuiková (CAN) |
| 5. října 2014 21:15 | Report | Nicholls, Lyttle 11                             | Dosk.   | Charles 8 |  | Ülker Sports Arena, Istanbul Počet diváků: 5 600 Rozhodčí: Roberto Chiari (ITA), Jasmina Jurášová (SRB), Karen Lasuiková (CAN) |
| 5. října 2014 21:15 | Report | Lyttle 4                                        | Asist.  | Taurasi 8 |  | Ülker Sports Arena, Istanbul Počet diváků: 5 600 Rozhodčí: Roberto Chiari (ITA), Jasmina Jurášová (SRB), Karen Lasuiková (CAN) |

### O 3. místo
| 5. října 2014 19:00 | Report | Turecko                                       | 44 – 74 | Austrálie |  | Ülker Sports Arena, Istanbul Počet diváků: 7 000 Rozhodčí: Antonio Conde (ESP), Amy Bonnerová (USA), Roberto Oliveros (VEN) |
| 5. října 2014 19:00 | Report | Skóre po čtvrtinách: 4:17, 15:21, 7:16, 18:20 |         |           |  | Ülker Sports Arena, Istanbul Počet diváků: 7 000 Rozhodčí: Antonio Conde (ESP), Amy Bonnerová (USA), Roberto Oliveros (VEN) |
| 5. října 2014 19:00 | Report | Yılmaz 13                                     | Body    | Tolo 21   |  | Ülker Sports Arena, Istanbul Počet diváků: 7 000 Rozhodčí: Antonio Conde (ESP), Amy Bonnerová (USA), Roberto Oliveros (VEN) |
| 5. října 2014 19:00 | Report | Pringle 8                                     | Dosk.   | Burton 7  |  | Ülker Sports Arena, Istanbul Počet diváků: 7 000 Rozhodčí: Antonio Conde (ESP), Amy Bonnerová (USA), Roberto Oliveros (VEN) |
| 5. října 2014 19:00 | Report | Palazoğlu 4                                   | Asist.  | Taylor 9  |  | Ülker Sports Arena, Istanbul Počet diváků: 7 000 Rozhodčí: Antonio Conde (ESP), Amy Bonnerová (USA), Roberto Oliveros (VEN) |

### O 5. - 8. místo
| 4. října 2014 14:00 | Report | Čína                                            | 85 – 69 | Srbsko                    |  | Ülker Sports Arena, Istanbul Počet diváků: 200 Rozhodčí: Amy Bonner (USA), José Fernández (CRC), Karen Lasuik (CAN) |
| 4. října 2014 14:00 | Report | Skóre po čtvrtinách: 32:22, 11:14, 21:20, 21:13 |         |                           |  | Ülker Sports Arena, Istanbul Počet diváků: 200 Rozhodčí: Amy Bonner (USA), José Fernández (CRC), Karen Lasuik (CAN) |
| 4. října 2014 14:00 | Report | Shao T. 24                                      | Body    | M. Dabovićová 12          |  | Ülker Sports Arena, Istanbul Počet diváků: 200 Rozhodčí: Amy Bonner (USA), José Fernández (CRC), Karen Lasuik (CAN) |
| 4. října 2014 14:00 | Report | Lu W. 8                                         | Dosk.   | Krnjićová, Ajdukovićová 6 |  | Ülker Sports Arena, Istanbul Počet diváků: 200 Rozhodčí: Amy Bonner (USA), José Fernández (CRC), Karen Lasuik (CAN) |
| 4. října 2014 14:00 | Report | Sun M. 4                                        | Asist.  | Radočajová 4              |  | Ülker Sports Arena, Istanbul Počet diváků: 200 Rozhodčí: Amy Bonner (USA), José Fernández (CRC), Karen Lasuik (CAN) |

| 4. října 2014 16:15 | Report | Kanada                                      | 55 – 40 | Francie         |  | Ülker Sports Arena, Istanbul Počet diváků: 200 Rozhodčí: Tomas Jasevičius (LTU), Toni Caldwell (AUS), Özlem Yalman (TUR) |
| 4. října 2014 16:15 | Report | Skóre po čtvrtinách: 15:8, 22:8, 10:16, 8:8 |         |                 |  | Ülker Sports Arena, Istanbul Počet diváků: 200 Rozhodčí: Tomas Jasevičius (LTU), Toni Caldwell (AUS), Özlem Yalman (TUR) |
| 4. října 2014 16:15 | Report | Ayim 12                                     | Body    | Tchatchouang 12 |  | Ülker Sports Arena, Istanbul Počet diváků: 200 Rozhodčí: Tomas Jasevičius (LTU), Toni Caldwell (AUS), Özlem Yalman (TUR) |
| 4. října 2014 16:15 | Report | 4 hráči 5                                   | Dosk.   | Grudaová 12     |  | Ülker Sports Arena, Istanbul Počet diváků: 200 Rozhodčí: Tomas Jasevičius (LTU), Toni Caldwell (AUS), Özlem Yalman (TUR) |
| 4. října 2014 16:15 | Report | Thorburn, Tatham 4                          | Asist.  | Lardy 2         |  | Ülker Sports Arena, Istanbul Počet diváků: 200 Rozhodčí: Tomas Jasevičius (LTU), Toni Caldwell (AUS), Özlem Yalman (TUR) |

### O 5. místo
| 5. října 2014 16:15 | Report | Čína                                            | 53 – 61 | Kanada     |  | Ülker Sports Arena, Istanbul Počet diváků: 250 Rozhodčí: Adrian Nunes (URU), Abdelaziz Abassi (TUN), Carole Delaunéová (FRA) |
| 5. října 2014 16:15 | Report | Skóre po čtvrtinách: 15:13, 11:19, 15:14, 12:15 |         |            |  | Ülker Sports Arena, Istanbul Počet diváků: 250 Rozhodčí: Adrian Nunes (URU), Abdelaziz Abassi (TUN), Carole Delaunéová (FRA) |
| 5. října 2014 16:15 | Report | Shao T. 12                                      | Body    | Gaucher 16 |  | Ülker Sports Arena, Istanbul Počet diváků: 250 Rozhodčí: Adrian Nunes (URU), Abdelaziz Abassi (TUN), Carole Delaunéová (FRA) |
| 5. října 2014 16:15 | Report | Shao T., Lu W. 7                                | Dosk.   | Ayim 9     |  | Ülker Sports Arena, Istanbul Počet diváků: 250 Rozhodčí: Adrian Nunes (URU), Abdelaziz Abassi (TUN), Carole Delaunéová (FRA) |
| 5. října 2014 16:15 | Report | Cheng F. 2                                      | Asist.  | 3 hráči 3  |  | Ülker Sports Arena, Istanbul Počet diváků: 250 Rozhodčí: Adrian Nunes (URU), Abdelaziz Abassi (TUN), Carole Delaunéová (FRA) |

### O 7. místo
| 5. října 2014 14:00 | Report | Srbsko                                          | 74 – 88 | Francie         |  | Ülker Sports Arena, Istanbul Počet diváků: 200 Rozhodčí: Robert Vyklický (CZE), Snehal Bendke (IND), Babacar Guèye (SEN) |
| 5. října 2014 14:00 | Report | Skóre po čtvrtinách: 20:19, 14:22, 19:19, 21:28 |         |                 |  | Ülker Sports Arena, Istanbul Počet diváků: 200 Rozhodčí: Robert Vyklický (CZE), Snehal Bendke (IND), Babacar Guèye (SEN) |
| 5. října 2014 14:00 | Report | A. Dabovićová 19                                | Body    | Cata-Chitiga 16 |  | Ülker Sports Arena, Istanbul Počet diváků: 200 Rozhodčí: Robert Vyklický (CZE), Snehal Bendke (IND), Babacar Guèye (SEN) |
| 5. října 2014 14:00 | Report | Krnjićová 6                                     | Dosk.   | Cata-Chitiga 13 |  | Ülker Sports Arena, Istanbul Počet diváků: 200 Rozhodčí: Robert Vyklický (CZE), Snehal Bendke (IND), Babacar Guèye (SEN) |
| 5. října 2014 14:00 | Report | A. Dabovićová 4                                 | Asist.  | 3 hráči 5       |  | Ülker Sports Arena, Istanbul Počet diváků: 200 Rozhodčí: Robert Vyklický (CZE), Snehal Bendke (IND), Babacar Guèye (SEN) |

## Rozhodčí
| - Fernando Sampietro - Toni Caldwell - Renaud Geller - Guilherme Locatelli - Karen Lasuiková - Wang Zebo - José Fernández - Robert Vyklický - Carole Delaunéová | - Anne Pantherová - Snehal Bendke - Roberto Chiari - Kim Bo-hui - Tomas Jasevičius - Jakub Zamojski - Jelena Černovová - Babcar Guèye - Jasmina Jurášová | - Antonio Conde - Abdelaziz Abassi - Serkan Emlek - Özlem Yalman - Yener Yılmaz - Adrian Nunes - Amy Bonnerová - Roberto Oliveros |

## Konečné pořadí
| Pořadí           | Tým         | Z | V | P | Skóre   | B  |
| ---------------- | ----------- | - | - | - | ------- | -- |
| Zlatá medaile    | USA         | 6 | 6 | 0 | 553:380 | 12 |
| Stříbrná medaile | Španělsko   | 6 | 5 | 1 | 425:337 | 11 |
| Bronzová medaile | Austrálie   | 6 | 5 | 1 | 471:334 | 11 |
| 4.               | Turecko     | 6 | 4 | 2 | 331:347 | 10 |
| 5.               | Kanada      | 7 | 4 | 3 | 431:399 | 11 |
| 6.               | Čína        | 7 | 3 | 4 | 449:459 | 10 |
| 7.               | Francie     | 7 | 4 | 3 | 461:425 | 11 |
| 8.               | Srbsko      | 7 | 3 | 4 | 531:513 | 10 |
| 9.               | Česko       | 4 | 2 | 2 | 253:270 | 6  |
| 10.              | Bělorusko   | 4 | 2 | 2 | 252:292 | 6  |
| 11.              | Kuba        | 4 | 1 | 3 | 278:313 | 5  |
| 12.              | Brazílie    | 4 | 1 | 3 | 238:268 | 5  |
| 13.              | Jižní Korea | 3 | 0 | 3 | 175:230 | 3  |
| 14.              | Japonsko    | 3 | 0 | 3 | 163:224 | 3  |
| 15.              | Mosambik    | 3 | 0 | 3 | 153:22  | 3  |
| 16.              | Angola      | 3 | 0 | 3 | 125:286 | 3  |